# Генеральный округ Беларусь
Генера́льный о́круг Беларусь (также Белоруте́ния нем. Generalbezirk Weißruthenien, бел. Гэнэральная акруга Беларусь) — владение нацистской Германии, образованное 1 сентября 1941 года в составе рейхскомиссариата Остланд с центром в Минске. Первым генеральным комиссаром округа был назначен Вильгельм Кубе, а после его убийства — Курт фон Готтберг. В декабре 1943 года на территории округа была создана Белорусская центральная рада — подчинявшаяся генеральному комиссару марионеточная администрация, мобилизовывавшая местное население в Белорусскую краевую оборону, в последние дни существования объявившая себя правительством Белорусской народной республики — государства, существовавшего в первые годы после Октябрьской революции на оккупированных Германской империей территориях бывшей Российской империи. 1 апреля округ был выделен из состава рейхскомиссариата Остланд указом Гитлера, став отдельной администрацией в подчинении непосредственно Берлину. Существовал вплоть до освобождения Минска советскими войсками 3 июля 1944 года.

## История
Округ был образован 1 сентября 1941 года на большей части территории БССР (без Белостокской области, Полесья и части белорусской Виленщины), и вошёл в состав рейхскомиссариата Остланд. Планировалось расширение территории округа на восток с последующим переносом его столицы в Смоленск.
Первым генеральным комиссаром был назначен Вильгельм Кубе. 22 октября 1941 года указом Кубе была создана добровольная народная организация Белорусская народная самопомощь (БНС). В июне 1943 Белорусская народная самопомощь была реорганизована в Белорусскую самопомощь. Председателем назначен Юрий Соболевский. После убийства Кубе 23 сентября 1943 года генеральным комиссаром округа назначен Курт фон Готтберг. Он руководил округом вплоть до освобождения Минска советскими войсками 3 июля 1944 года.

## Административное деление

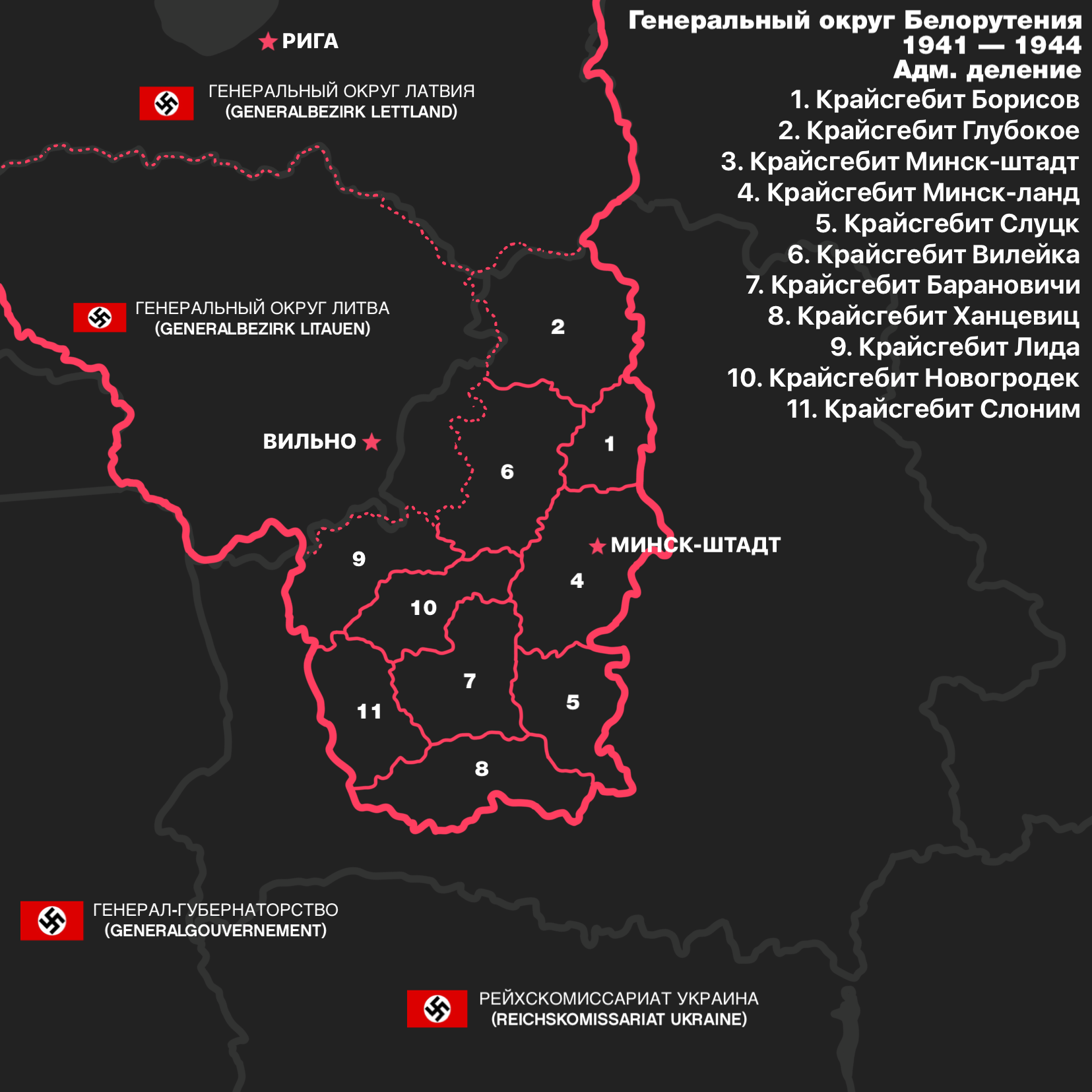
Административное деление Генерального округа Беларусь

На момент создания генеральный округ состоял из двух «главных районов» (гауптгебитов, нем. Hauptgebiet), которые, в свою очередь, делились на окружные районы (крайсгебиты, нем. Kreisgebiet):
- Главный район Минск (нем. Hauptgebiet Minsk)
  - Крайсгебит Борисов
  - Крайсгебит Глубокое
  - Крайсгебит Минск-штадт
  - Крайсгебит Минск-ланд
  - Крайсгебит Слуцк
  - Крайсгебит Вилейка
- Главный район Барановичи (нем. Hauptgebiet Baranowitschi)
  - Крайсгебит Барановичи
  - Крайсгебит Ханцевиц (Ганцевичи)
  - Крайсгебит Лида
  - Крайсгебит Новогродек (Новогрудок)
  - Крайсгебит Слоним

Во главе двух главных районов стояли главные комиссары:
- Главный округ Минск — 1 сентября 1941 — март 1943 ландрат Карл Эгер
- Главный округ Барановичи — 1 сентября 1941 — 17 февраля 1943 группенфюрер СА Фридрих Фенц

Во главе крайсгебитов стояли гебитскомиссары. В марте 1943 года главные районы были упразднены, и гебитскомиссары стали подчиняться напрямую генеральному комиссару.

## Управление
Высшим органом округа являлся генеральный комиссариат, состоявший из отделов и подотделов:
- отдел политики и пропаганды
- отдел прессы
- отдел промышленности
- отдел сельского хозяйства и продовольствия
- отдел леса и древесины
- отдел использования рабочей силы
- отдел права
- отдел культуры
- отдел здравоохранения и ветеринарии

В сельской местности был введен элемент самоуправления — волостные управы. Функции управ сводились к выполнению распоряжений оккупационных властей. 21 декабря 1943 года — с целью борьбы с партизанами, а также создания иллюзии самоуправления — немцами была создана Белорусская центральная рада и сформирована Белорусская краевая оборона, подчиненная командованию вермахта и СД.

## Руководители СС и полиции
- 21 июля 1941 — 14 августа 1941 группенфюрер СС Якоб Шпорренберг
- 14 августа 1941 — 22 мая 1942 бригадефюрер СС Карл Ценнер
- 22 мая 1942 — 21 июля 1942 оберфюрер СС Карл Шефер
- 21 июля 1942 — 22 сентября 1943 группенфюрер СС Курт фон Готтберг
- 21 июля 1942 — 15 июля 1943 и. о. бригадефюрер СС Вальтер Шимана
- 9 сентября 1943 — 22 сентября 1943 и. о. штандартенфюрер СС Эрих Эрлингер
- 22 сентября 1943 — 3 июля 1944 штандартенфюрер СС Эрих Эрлингер